# Ulotrichales
Ulotrichales es un orden de algas verdes, de la clase Ulvophyceae.

## Familias
- Borodinellaceae
- Chlorocystidaceae
- Collinsiellaceae
- Gayraliaceae
- Gloeotilaceae
- Gomontiaceae
- Ulotrichaceae